# Pfennig
El pfennig ([ˈpfɛnɪk]ⓘ, abreviado Pf. o ₰ y con el mismo origen etimológico que la palabra «penique») era una pequeña moneda alemana que valía 1/100 de un marco alemán (Deutsche Mark) y otras monedas de marco (marco de la RDA, etc.). El pfennig equivale a 1/100 del marco convertible de Bosnia y Herzegovina.

## Historia
El término «penique» en sus diversas formas (penning, panni(n)g, pfenni(n)c, pfending, etc.) sustituyó al «denario» (denarius) como moneda de plata de baja denominación ya desde el siglo VIII.
Entre 1924 y 1948 (cuando la moneda alemana era el Reichsmark o marco imperial), la denominación del pfennig era Reichspfennig (Rpf., penique imperial). El pfennig de marco alemán desapareció con la introducción del euro en 2002.
El símbolo ₰ es una variante de una letra d minúscula, inicial de denarius, en la caligrafía alemana Kurrent, modificada de forma que el extremo terminal desciende en lugar de ascender. Se puede comparar al uso de la d minúscula como símbolo del penique inglés antes de la decimalización de la libra esterlina en 1972.

## Símbolo

Pfennig. Unicode: 8368 (dec), 20B0 (hex).

El símbolo monetario para el pfennig cayó en desuso después de la Segunda Guerra Mundial.